# Carltheo Zeitschel
Carltheo Zeitschel (également Carl Theo ; 13 mars 1893 à Augsbourg, éventuellement en avril 1945 dans un bombardement aérien à Berlin ou lors de la prise de la ville de Schmölln[réf. nécessaire]) était un médecin allemand, un diplomate et un fonctionnaire nazi,,.
Il a notamment joué un rôle déterminant dans l’Holocauste en France. En tant que conseiller aux affaires juives (Judenreferent) à l'ambassade d'Allemagne en France, il organisa la déportation de Juifs de la France occupée,,.

## Enfance et scolarité
Il était le fils d'un pharmacien, Franz Zeitschel, et de son épouse, Ella van Hees. À partir de 1911, il étudie la médecine à l'université de Fribourg  et travaille comme médecin assistant dans un hôpital militaire de Fribourg pendant la Première Guerre mondiale (1914-1918).

## Carrière

### Médecin
Après avoir obtenu son diplôme en 1918, il est libéré du service militaire, de 1919 à 1920, il a été membre du Freikorps Reinhard (de) à Berlin, en même temps qu'il était assistant médical à la clinique de Friedrichshain avant de devenir ensuite médecin dans les sanatoriums de la Forêt-Noire.
Après avoir découvert le parti nazi, il en devint membre le 6 août 1923. De 1925 à 1935, il travailla comme médecin et de 1930 à 1931 en tant que médecin personnel auprès de l'empereur allemand Guillaume II à Doorn. En 1933, il devint membre du Cabinet du Reich.

### Avant la guerre: diplomatie et armée
De 1935 à 1937, il fut le chef d'une unité chargée des questions coloniales et de l'Extrême-Orient au sein du ministère de la Propagande du Reich. Après 1936, il a été le chef du bureau de la politique coloniale du NSDAP.
En novembre 1937, il entra au ministère des Affaires étrangères (Auswärtiges Amt ou AA), avant même le remaniement par Hitler du gouvernement, du commandement des forces armées et la nomination de Joachim von Ribbentrop au poste de ministre des Affaires étrangères le 4 février 1938. Au sein de ce ministère, il y est conseiller de légation au département des colonies. En juin 1939, il fut brièvement consul allemand à Lagos, dans la colonie britannique du Nigéria.
Le 20 avril 1939, il rejoignit la SS en tant que Hauptsturmführer (capitaine) en même temps que sa nomination comme officier SS au sein de l'Office central de la sécurité du Reich. Le premier septembre 1939, l'Allemagne envahit la Pologne qui capitule en octobre. À partir de novembre 1939, Zeitschel est représentant du ministère des Affaires étrangères auprès du commandant de l'armée à Warschau (Varsovie) et représentant spécial de ce bureau chargé de l'établissement du corps diplomatique de Warschau. En 1940, il était membre du Sonderkommando Künsberg, qui a organisé le vol des œuvres d'art par les troupes allemandes à Bruxelles.

### Seconde Guerre mondiale

#### Référent juif à Paris
Dès juin 1940, Zeitschel a été nommé à Paris, d'abord dans le bureau du représentant du ministère des Affaires étrangères auprès du commandant militaire en France, puis chargé par l'ambassadeur allemand Otto Abetz de continuer à s'impliquer, comme à Warschau, dans le règlement des missions étrangères du vol de collections d'art juives, "sous la garde de l'ambassade allemande",.
Le 19 juillet, Laval, premier ministre français à traverser la ligne de démarcation, est accueilli à Moulins par Zeitschel, collaborateur d’Abetz, afin d’être escorté à Paris où l’attend l’ambassadeur pour un dîner tardif.
À partir de septembre 1940, Zeitschel est promu SS-Sturmbannführer (commandant) parallèlement à sa carrière dans le service diplomatique et est nommé commissaire aux affaires juives et maçonniques auprès du commandant du BdS (Befehlshaber der SiPo-SD : Sicherheitspolizei (SiPo) und des Sicherheitsdienstes (SD) - service de renseignement allemand en France), Helmut Knochen qui est assisté par Kurt Lischka, dirigeant du bureau II (organisation, administration).
Le chef de la section « IV J » de la Gestapo, chargée de la « question juive » à l'antenne du SD est alors Theodor Dannecker, assistant de Kurt Lischka.
Le 27 septembre 1940, les Nazis promulguent une première ordonnance en zone occupée qui oblige les Juifs à se déclarer entre le 3 et le 20 octobre 1940 dans les commissariats de police et sous-préfectures .
En novembre 1940, un collaborateur de la section « IV J » de la Gestapo, chargée de la « question juive » a été délégué à la préfecture de police de Paris. Un fichier juif, dit fichier Tulard, est constamment tenu à jour.
Le commandant du BdS Helmut Knochen était en étroite relation avec l'Ambassade d'Allemagne. La participation de l'ambassadeur allemand Otto Abetz aux mesures juives était nécessaire, tant dans la France occupée que la France non occupée sous le gouvernement de Vichy.
Le 20 janvier 1941, une réunion sur la question juive est organisée à Paris et présidée par le SS Sturmbanhfuhrer Kurt Lischka : « afin de résoudre le problème juif en France, nous devons appliquer les mêmes mesures que celles mises en pratique dans le Reich. À cet effet, je demande la création en France d'un office central juif. Il faut confier aux Français le soin de régler ces problèmes ».
Le 29 mars 1941, Vichy nomme Xavier Vallat « commissaire général » du Commissariat général aux questions juives.
Le 3 avril, une réunion a eu lieu entre Otto Abetz, Zeitschel, Dannecker et Schilling : ils souhaitent que l’expulsion des juifs étrangers de la zone occupée, soit pris en charge par Vichy et pas par les Allemands, ce que Xavier Vallat refuse « absolument » le 10 avril.
Le 25 avril, l’ambassade a demandé au gouvernement français de centraliser les pleins pouvoirs entre les mains de Xavier Vallat. C’est chose faite avec la loi du 19 mai 1941. À chaque passage à Paris, Xavier Vallat doit s’adresser à un comité composé de Dannecker, Blancke, Zeitschel et un représentant des services de Werner Best, chef de la section Administration (Verwaltungsabteilung) du MBF.
Le 14 mai 1941, la police française a procédé à la première rafle : 3 710 juifs, majoritairement apatrides (Polonais, Tchécoslovaques et Autrichiens) sont internés dans les deux nouveaux camps ouverts à Pithiviers et Beaune-la-Rolande, près d’Orléans. Le 20 août 1941, une seconde rafle arrête Modèle:Nité, auxquels s’ajoutent 200 avocats notamment de la Cour d’appel ou du Conseil d’État, qui sont transférés au camp de Drancy.
Les camps de la zone occupée sont alors complets et ne permettent plus de nouvelles rafles. Le chargé des questions juives à l’ambassade, Zeitschel souhaite déporter les internés vers l’Est, mais l'opération Barbarossa lancée le 22 juin mobilise tout le matériel ferroviaire sur le front russe.
L'ambassadeur Otto Abetz comptant se rendre au quartier général de Hitler à Berlin, Zeitschel lui demanda le 22 août 1941, d'obtenir "personnellement" de Heinrich Himmler la promesse "que les Juifs dans les camps de concentration [français] peuvent être déportés à l'Est dès que les moyens de transport le permettent",.
À son supérieur, Zeitschel affirme travailler « en toute intensité pour un prochain règlement de la question juive », mais que l’action souffre du nombre insuffisant de camps et qu’on « doit se débrouiller avec toutes sortes de lois et autres ordonnances ». Il suggère à Abetz de s’adresser également à Göring, « très accessible en ce qui concerne le problème juif » et pouvant être d’un « appui extraordinaire ».
Zeitschel a proposé de procéder à la destruction ou à la stérilisation des Juifs d'Europe, dans le but d'en détruire plus de 33 %.
Aux suggestions de son subordonné, l’ambassadeur lui demande des précisions sur les juifs internés, leur nombre exact et les nationalités concernées. Zeitschel transmet la question à Theodor Dannecker le 2 septembre. Faute d’une réponse à l’approche du départ d’Abetz, Zeitschel donne le chiffre de 10 000 juifs. À Berlin, Abetz rencontra Ribbentrop et Hitler.
Le 5 septembre 1941, avec Dannecker, Zeitschel a ouvert à Paris l'exposition Le Juif et la France,.
Le 8 octobre 1941, Zeitschel a rassuré Dannecker que dès que la situation se détendra sur le front russe, les déportations vers l’Est pourront être envisagés à partir de la France. Au cours des mêmes jours, Himmler a proclamé le souhait de Hitler de vider le Reich et le protectorat de Bohême-Moravie le plus rapidement possible de sa population juive.
Devant l'ampleur de la résistance notamment française, belge et hollandaise, le Reich publie le décret Nacht und Nebel (Nuit et brouillard - 7 décembre 1941). Werner Best fait alors arrêter massivement tous les ennemis ou opposants.
Le 12 décembre 1941, une grande rafle arrête 743 hommes, majoritairement français, dits « juifs d’influence » qui sont internés dans le nouveau camp de Compiègne.
Le 20 janvier 1942, la conférence de Wannsee près de Berlin a lancé la « solution générale de la question juive ». Trente exemplaires en furent tirés pour des responsables. L'Auswartiges Amt Franz Rademacher assista à la réunion de suivi de la conférence de Wannsee, qui eut lieu dans les bureaux d'Eichmann le 6 mars 1942. Le lendemain, il envoya plusieurs exemplaires de son rapport notamment à Ernst Woermann (en), qui était à la tête du département politique. Zeitschel en entendit parler et le 23 mars il écrivit à ses supérieurs au ministère des Affaires étrangères pour les informer qu’il avait entendu dire qu’une réunion de Staatssekretäre avait eu lieu et qu’il demandait un exemplaire du procès-verbal. Il essaya d'obtenir le protocole auprès du secrétaire d'État adjoint Ernst Woermann afin d'organiser la déportation des Juifs français,,.
En tant que Référent juif (Judenberater), Zeitschel était l’un des moteurs de la solution finale en France, c'est-à-dire l'extermination des Juifs par la déportation et le gazage.
Le 27 mars 1942, le premier convoi a quitté Compiègne pour Auschwitz.
Après avoir refusé la demande de Theodor Dannecker chef de la section « IV J » d'ordonner l’introduction de l’étoile jaune en zone occupée, l’ambassadeur Abetz s'est ravisé et a promulgué le 2 mai 1942 la mesure en annonçant le remplacement du trop modéré Vallat par Louis Darquier de Pellepoix. Comme cette mesure nécessitait une ordonnance du BMF, Zeitschel s'est chargé d’informer Best le 5 mai : la mesure doit être imposée en zone occupée « indépendamment » de Vichy qui est libre de l’appliquer en zone Sud non occupée.
Le 5 mai 1942, lors de la venue à Paris de Reinhard Heydrich, l'adjoint de Himmler à la tête des SS, une réunion avec Dannecker, Otto Abetz et Carl-Theo Zeitschel précisera la formulation du texte de la huitième ordonnance allemande en cours d’élaboration et promulguée le 29 mai 1942. L'Étoile jaune sera imposée à tous les Juifs de plus de six ans de la zone occupée avec dérogation possible : l'ambassadeur Abetz, avec Oberg, Rudolf Rahn, Zeitschel, Knochen et Hagen, discuteront des demandes d'exemption comme pour Louise Neuburger, veuve du philosophe Henri Bergson, ainsi que pour Maurice Goudeket, marié en 1935 à la célèbre écrivaine Colette ;
Le 5 juin 1942, Zeitchel, chargé des Questions Juives à l’ambassade d’Allemagne, s’est adressé en ces termes à Dannecker : « Le Comte de Brinon, Secrétaire d’État, a appris que les avocats et notaires Français projettent un manifeste et recueillent des signatures dans l’intention de faire exempter leurs collègues juifs du port de l’étoile jaune. Darquier de Pellepoix a l’intention de faire arrêter tous les avocats qui prendront part à cette action. L’ambassade n’y voit pas d’inconvénient. Prière au SD de prêter son appui à cette mesure énergique en faveur des ordonnances allemandes. ». En marge la mention « À Drancy ! » sera rajoutée à la main,.
Le 27 juin 1942, le Dr Zeitchel a envoyé une lettre à la suite de sa rencontre avec Dannecker le même jour, qui l'a informé de la présence de 50.000 Juifs sur le territoire non occupé et qui devaient être le plus tôt possible déporté vers l'Est, en attendant, il en a informé le conseiller diplomatique Rudolf Rahn qui rencontrera le président Pierre Laval plus tard cet après-midi puis Dannecker le lundi 29 ou le mardi 30 juin pour connaître la réponse de Laval, notamment si Louis Darquier de Pellepoix pourra bénéficier d'une totale liberté d'action.
Le 11 septembre 1942, l’ambassade a informé Berlin que depuis le début de l’« action », 28.069 Juifs ont été déportés vers l’Est. Quatre jours plus tard, il s’agit de 32 000 personnes, contingent qui, selon Zeitschel, comprendrait cependant « seulement » 7.000 des 12.000 juifs apatrides de la zone Sud non occupée. Zeitschel a déploré que les déportations en zone Sud sont exécutées de manière « lamentable ».

#### Référent juif à Tunis
Zeitschel et Rudolf Rahn sont arrivés presque simultanément à Tunis le 13 novembre 1942. Rahn était un représentant du ministère fédéral des Affaires étrangères de l'Afrika Korps. En Tunisie, l’Einsatzkommando de Walter Rauff a débuté le 24 novembre 1942.
Le 6 décembre 1942, lors d'une réunion avec le général Walther Nehring et Rahn, Rauff a approuvé l'utilisation de travailleurs forcés juifs et institua un système de camps de travail, organisé par Theo Saevecke.
La France de Vichy, l'Italie et la direction de l'Afrika Korps ont fait comprendre à Rahn que les revendications des SS étaient rejetées, car cela aurait affecté les Juifs italiens en Tunisie.
Zeitschel a quitté Tunis après la défaite de Rommel et la capitulation de l'Axe lors de la campagne de Tunisie en mai 1943.

#### Ambassade de Paris
Zeitschel était à nouveau à l'ambassade d'Allemagne à Paris. Il a participé à un projet de réorganisation de la police parisienne au service de l'occupant et était responsable du pillage organisé d’œuvres d'art parisiennes dans des galeries. Après la fermeture de l'ambassade à Paris en juillet 1944, il se trouvait le 1er août 1944 au siège de la SS Oberabschnitts Spree, dont le directeur était l'Obergruppenführer August Heissmeyer [réf. nécessaire] avant de fuir en Allemagne.

## Décès et condamnation à titre posthume
Zeitschel serait mort en avril 1945 à Schmölln, mais il est impossible de le confirmer. Ernst Klee a écrit dans Personenlexikon des Dritte Reich : «... Zeitschel serait mort, tué en 1945 lors d'un bombardement aérien à Berlin ».
En 1954 la justice française l'a condamné au travail forcé à vie par contumace pour ses crimes.
Au cours du procès d'Otto Abetz et au cours de procédures judiciaires bien plus tardives concernant les Juifs déportés de France, les accusés et leurs témoins ont cité à plusieurs reprises le nom de Zeitschel comme responsable principal,.

## Sources
- Christopher Browning, The Origins Of The Final Solution, London UK, Random House, 2014 (1re éd. 2004), 640 p. (ISBN 978-1-4481-6586-5, OCLC 897885190, lire en ligne)
- (de) Christopher Browning, Die Entfesselung der "Endlösung" Nationalsozialistische Judenpolitik 1939–1942, Berlin, Propyläen, 2006 (1re éd. 2004) (ISBN 3-549-07187-6)
- (de) Bernhard Brunner, Der Frankreich-Komplex : die nationalsozialistischen Verbrechen in Frankreich und die Justiz der Bundesrepublik Deutschland, Gœttingue, Wallstein Verlag, 2004 (1re éd. 2002), 426 p., Thesis/dissertation (ISBN 978-3-89244-693-4, OCLC 469551351, lire en ligne)
- (de) Eckart Conze, Norbert Frei, Peter Hayes et Moshe Zimmermann (Annette Weinke, Andrea Wiegeshoff), Das Amt und die Vergangenheit : Deutsche Diplomaten im Dritten Reich und in der Bundesrepublik, Karl Blessing Verlag, 2 novembre 2010, 3rd éd., 896 p. (ISBN 978-3-641-05091-7, OCLC 770555988, lire en ligne)[note 4]
- Jean-Marc Dreyfus, L'Impossible Réparation : Déportés, biens spoliés, or nazi, comptes bloqués, criminels de guerre, Flammarion, 2015, 403 p. (ISBN 978-2-08-135712-9, OCLC 938245724, lire en ligne)
- Gerhard Hirschfeld et Patrick Marsh, Collaboration in France: politics and culture during the Nazi occupation, 1940-44, New York, Berg, 1989 (ISBN 978-0-85496-237-2, OCLC 62372520, lire en ligne), p. 87
- (de) Bernd Isphording, Gerhard Keiper et Martin Kröger, Biographisches Handbuch des deutschen Auswärtigen Dienstes 1871-1945 : Band 5 : T-Z, vol. 5: T-Z, Paderborn, Munich, F. Schöningh, 2000, 548 p. (ISBN 978-3-506-71844-0, OCLC 634251508, lire en ligne)
- Schmuel René Kapel, Un rabbin dans la tourmente (1940-1944) : dans les camps d'internement et au sein de l'Organisation juive de combat, Paris, Éditions du Centre, 1986, 220 p. (ISBN 978-2-902041-02-2, OCLC 233672340), p. 216
- Serge Klarsfeld, Die Endlösung der Judenfrage in Frankreich : deutsche Dokumente 1941-1944, Paris, Centre de documentation juive contemporaine, 1977 (OCLC 464804159, lire en ligne)
- (de) Serge Klarsfeld et Ahlrich Meyer, Vichy - Auschwitz : die "Endlösung der Judenfrage" in Frankreich, Darmstadt, Wissenschaftliche Buchgesellschaft (WBG), coll. « Veröffentlichungen der Forschungsstelle Ludwigsburg der Universität Stuttgart », 2007, New éd. (1re éd. 1989), 607 p. (ISBN 978-3-534-20793-0, OCLC 315262755)
- (de) Ernst Klee, Das Personenlexikon zum Dritten Reich. Wer war was vor und nach 1945?, Francfort, S. Fischer, 2003, 732 p. (ISBN 3-596-16048-0)
- Michael Robert Marrus et Robert O. Paxton, Vichy France and the Jews, Stanford University Press, 1995, 432 p. (ISBN 978-0-8047-2499-9, OCLC 174555275, lire en ligne)
- (de) Ahlrich Meyer, Täter im Verhör : die "Endlösung der Judenfrage" in Frankreich 1940-1944, Darmstadt, Wissenschaftliche Buchgesellschaft, 2005, 470 p. (ISBN 978-3-534-17564-2, OCLC 799585583, lire en ligne)
- (de) Michael Mayer, Staaten als Täter. Ministerialbürokratie und "Judenpolitik" in NS-Deutschland und Vichy-Frankreich. Ein Vergleich, Munich, R. Oldenbourg, coll. « Studien zur Zeitgeschichte no 80. », 2007, 479 p. (ISBN 978-3-486-58945-0, OCLC 690825237)
- (de) Léon Poliakov et Joseph Wulf, Das Dritte Reich und seine Diener, Wiesbaden, Fourier, 1989 (ISBN 3-925037-45-4, OCLC 26449078)
- (de) Roland Ray, Annäherung an Frankreich im Dienste Hitlers? Otto Abetz und die deutsche Frankreichpolitik 1930–1942, Munich, R. Oldenbourg, 2000 (1re éd. 1989), 419 p. (ISBN 3-486-56495-1, OCLC 845897545), p. 371
- Rita Thalmann, La Mise au pas : idéologie et stratégie sécuritaire dans la France occupée, Paris, Fayard, coll. « Pour une histoire du XXe siècle », 1991, 394 p. (ISBN 978-2-213-02623-7, OCLC 243706428)
- (de) Rita Thalmann (trad. Eva Groepler), Gleichschaltung in Frankreich 1940–1944, Hambourg, Europäische Verlagsanstalt, coll. « EVA Wissenschaft », 1999 (1re éd. 1991) (ISBN 978-3-434-50062-9, OCLC 43038151)